# سانت جينيفييف دي بوا
سانت جينيفييف دي بوا (بالفرنسية: Sainte-Geneviève-des-Bois)(غالبًا ما يتم اختصارها إلى SGdB)، هي بلدية في الضواحي الجنوبية للعاصمة الفرنسية باريس. تقع 23.5 كيلومتر (14.6 ميل) من وسط باريس، في دائرة باليزو، مقاطعة إيسون، إيل دو فرانس.

## التاريخ
يُعرف سكان سانت جينيفييف دي بوا باسم جينوفيفيون (بالفرنسية: Génovéfains). كانت هناك مستوطنة في ما يعرف الآن بسانت جينيفيف دي بوا منذ العصر الروماني. في عام 1800 كانت لا تزال مستوطنة صغيرة يبلغ عدد سكانها حوالي 100 نسمة. بعد هدنة كومبين الأولى في عام 1918، كان عدد السكان أقل من 800. بدأ الازدهار في عشرينيات القرن الماضي عندما أراد سكان باريس مساكن بأسعار معقولة. كان هذا الازدهار جزئيًا بسبب بناء محطة سكة حديد بيري التي تربط المدينة بباريس. يبلغ عدد السكان في الوقت الحالي أكثر من 30.000 نسمة، مما يجعلها واحدة من أكبر المستوطنات في مقاطعة إسون.
في عام 1926 تم تحويل قلعة كوسونيري إلى دار تقاعد للمهاجرون البيض. والمعروف محليًا باسم البيت الروسي (Maison Russe). لا يزال دارًا للمسنين ولكنه أيضًا مركز للثقافة الروسية.

## أحداث بارزة
في عام 1963، افتتحت شركة كارفور أول هايبر ماركت لها في سانت جينيفيف دي بوا، على مساحة تزيد عن 2500 متر مربع وهي الأكبر في فرنسا في ذلك الوقت. حاليا لا يزال هذا المركز نشطًا.
إيلان حليمي، الشاب اليهودي الفرنسي، الذي تم اختطافه وتعذيبه (مما أدى إلى وفاته في نهاية المطاف) في عام 2006 على يد مجموعة تسمى عصابة البرابرة، تم العثور عليه في سانت جينيفيف دي بوا.

## السياحة
لا يوجد في سانت جينيفييف دي بوا مكتب للسياحة ولا يوجد في البلدية مرافق سياحية. قامت البلدية بتسجيل جولة سيرًا على الأقدام حول المدينة حيث تضمنت معظم الأماكن المهمة في المدينة القديمة منها والجديدة. تتمتع سانت جينيفييف دي بوا بصلات قوية مع الجالية الروسية التي تعيش في فرنسا. يمر المسيرة بالمقبرة الروسية التي يعتبرها البعض أهم مدينة جنائزية للمهاجرين الروس في العالم.
توفر المدينة مرافق محدودة لركوب الدراجات وركوب الخيل والمشي. كما يوجد موقع تخييم في فيلير سور أورج المجاورة.

## المشاهد
تشمل عوامل الجذب حديقة دونجون (Donjon)، وهي حديقة بها حيوانات، بالإضافة لدفيئة، ومغارة، ومقابر روسية. هناك نوعان من المساحات الخضراء الرئيسية، موقع بوا دي تروس والحدائق المنتشرة على حدود نهر أورج (أحد روافد نهر السين). هناك أيضا بعض الحدائق الصغيرة في مواقع مختلفة.

## الموقع
تعتبر سانت جينيفييف دي بوا إحدى الضواحي الجنوبية لباريس، وتقع على بعد 23.5 كـم (14.6 ميل) من وسط باريس وتتمركز شمال التقاطع 42 مباشرة على مدار الطريق الفرنسي السريع.

## النقل
يوجد في سانت جينيفييف دي بوا محطة سكة حديد تحمل نفس الاسم تقع على سكة حديد باريس-بوردو و ترانسيليان التي تخدم جزئيًا خط إر إي إر سي إلى باريس.
تربط عدد من خطوط الحافلات من محطة السكة الحديد المدينة بالمنطقة: خطوط سيات (101، 102، 103، 104 و 105)، دانيال ماير (DM6A و DM17A)

## معرض الصور

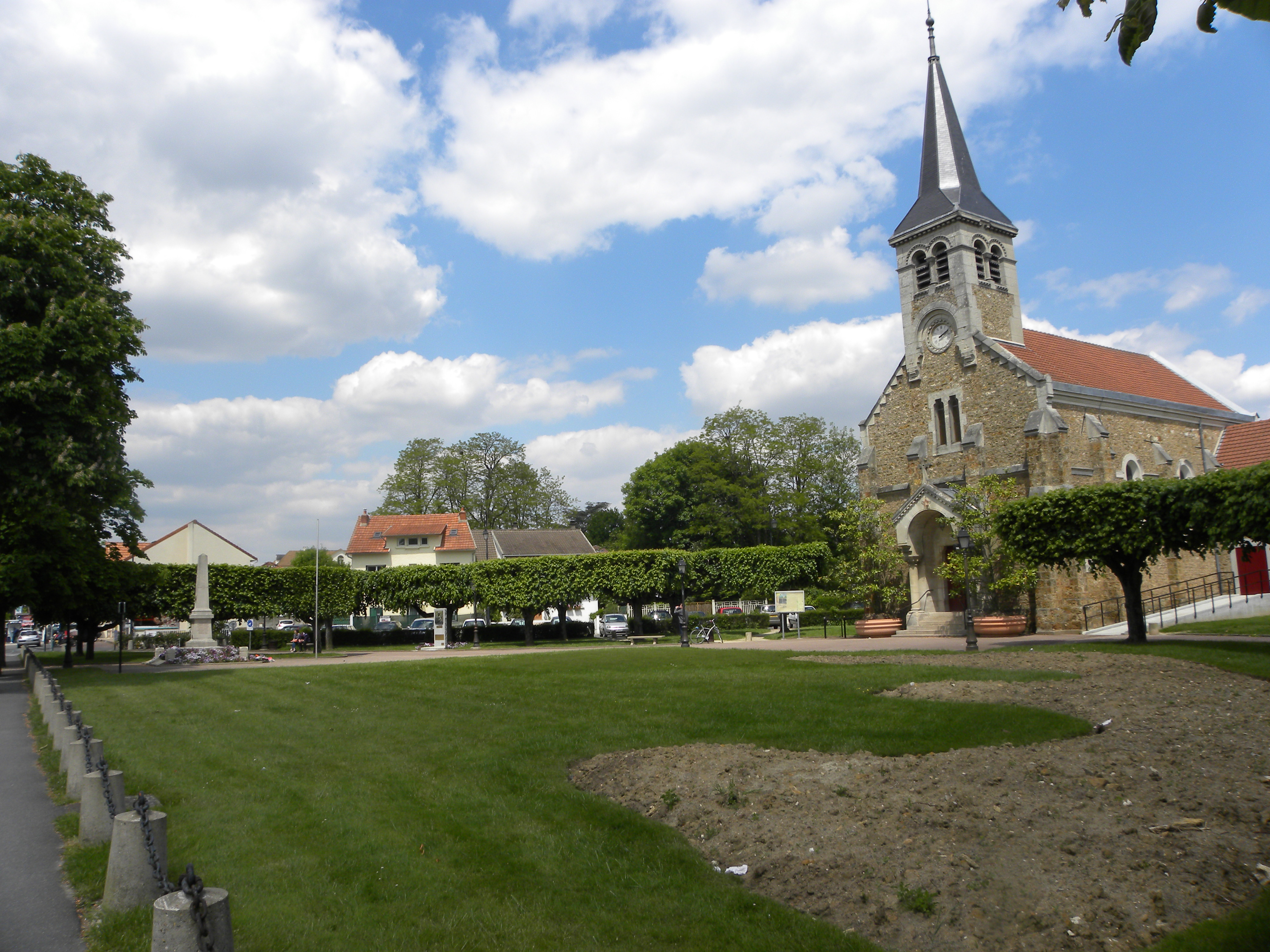
الكنيسة والساحة
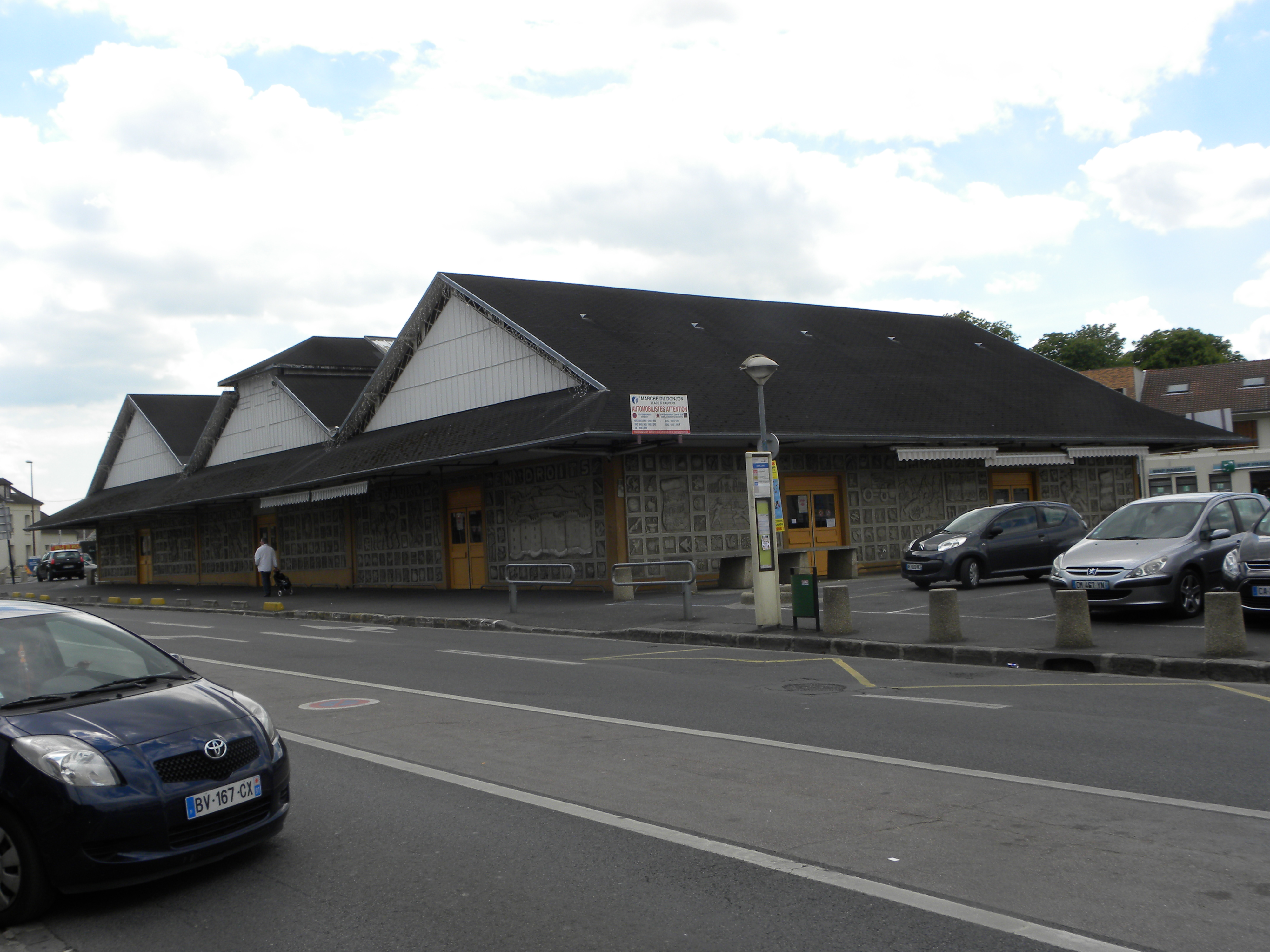
السوق العام
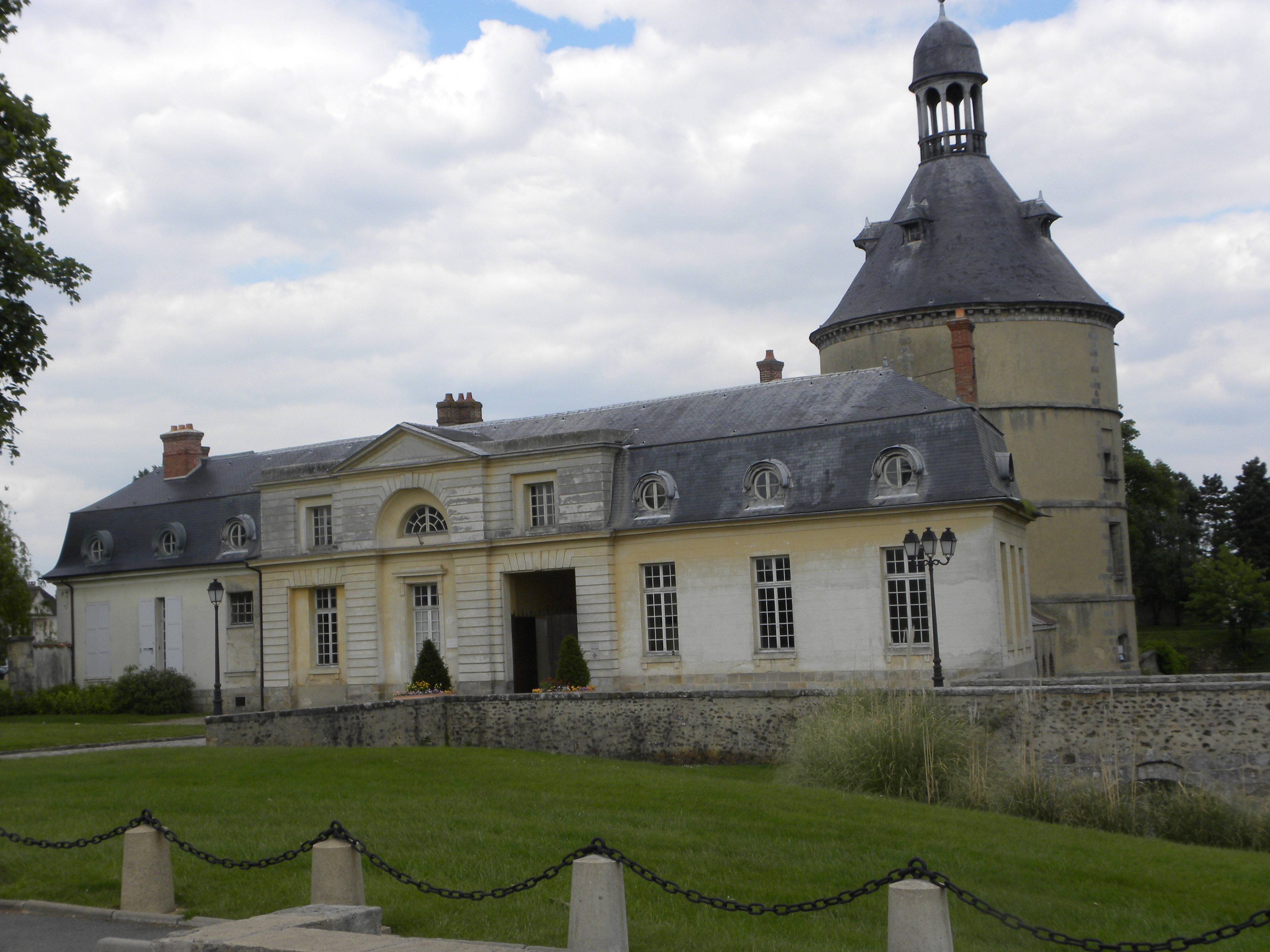
شاتو ودونجون
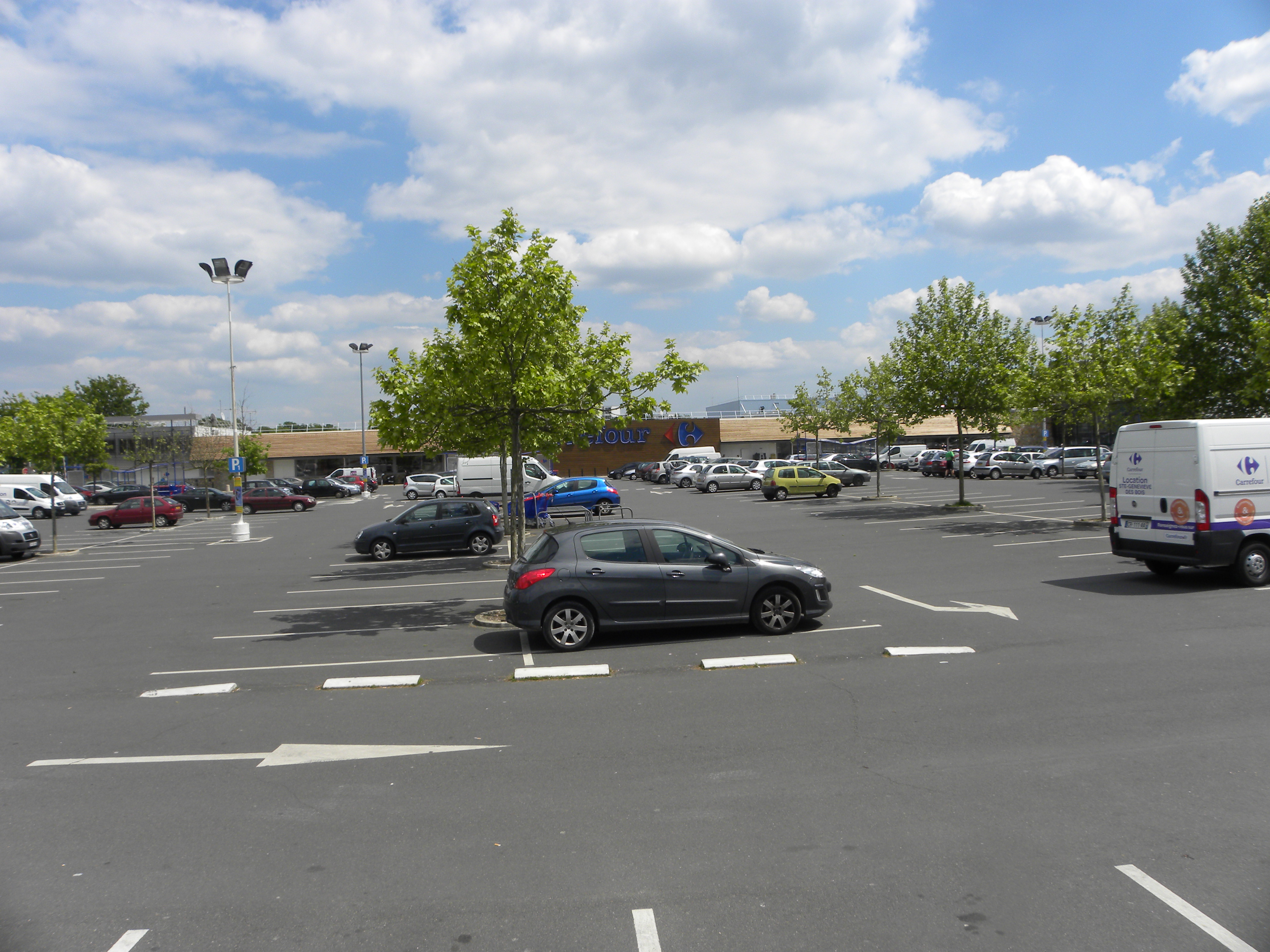
أول هايبر ماركت كارفور

## المدن التوأم
توأمت سانت جينيفييف دي بوا مع:
- ميكووف، بولندا
- أوبرتسهاوزن، ألمانيا
- بينفايل، البرتغال

## وصلات خارجية
- الموقع الرسمي (بالفرنسية)
- موقع UME (اتحاد عمد إيسون) (بالفرنسية)